# Hoyem Benfreha
Hoyem Benfreha (arabe : هيام بن فريحة), née le 5 janvier 1968 à Alger, est une femme politique algérienne.
Elle est nommée ministre de la Formation et de l’Enseignement professionnels au sein du gouvernement Djerad I le 2 janvier 2020. Elle est reconduite au sein du gouvernement Djerad II le 23 juin 2020.